# Leo IX.

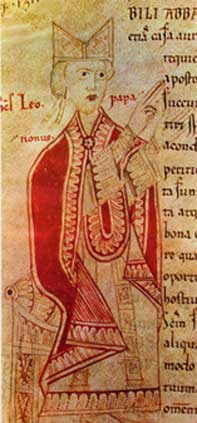
Leo IX. in einer Briefsammlung des 11. Jahrhunderts

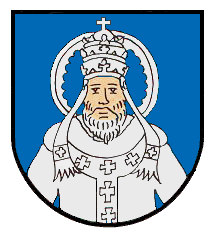
Brustbild von Leo IX., ehemaliges Wappen von St. Leon

Leo IX., zuvor Bruno von Toul, ursprünglich Bruno von Egisheim-Dagsburg (* 21. Juni 1002; † 19. April 1054 in Rom), amtierte vom 12. Februar 1049 bis zum 19. April 1054 als Papst. Er gehörte zum Kreis der Reformbefürworter in der Umgebung der Salier und wird zum frühen Reformpapsttum gerechnet. Wegen seiner Herkunft und seiner Nähe zum salischen Kaiser gilt er als „deutscher Papst“.

## Leben

### Familie

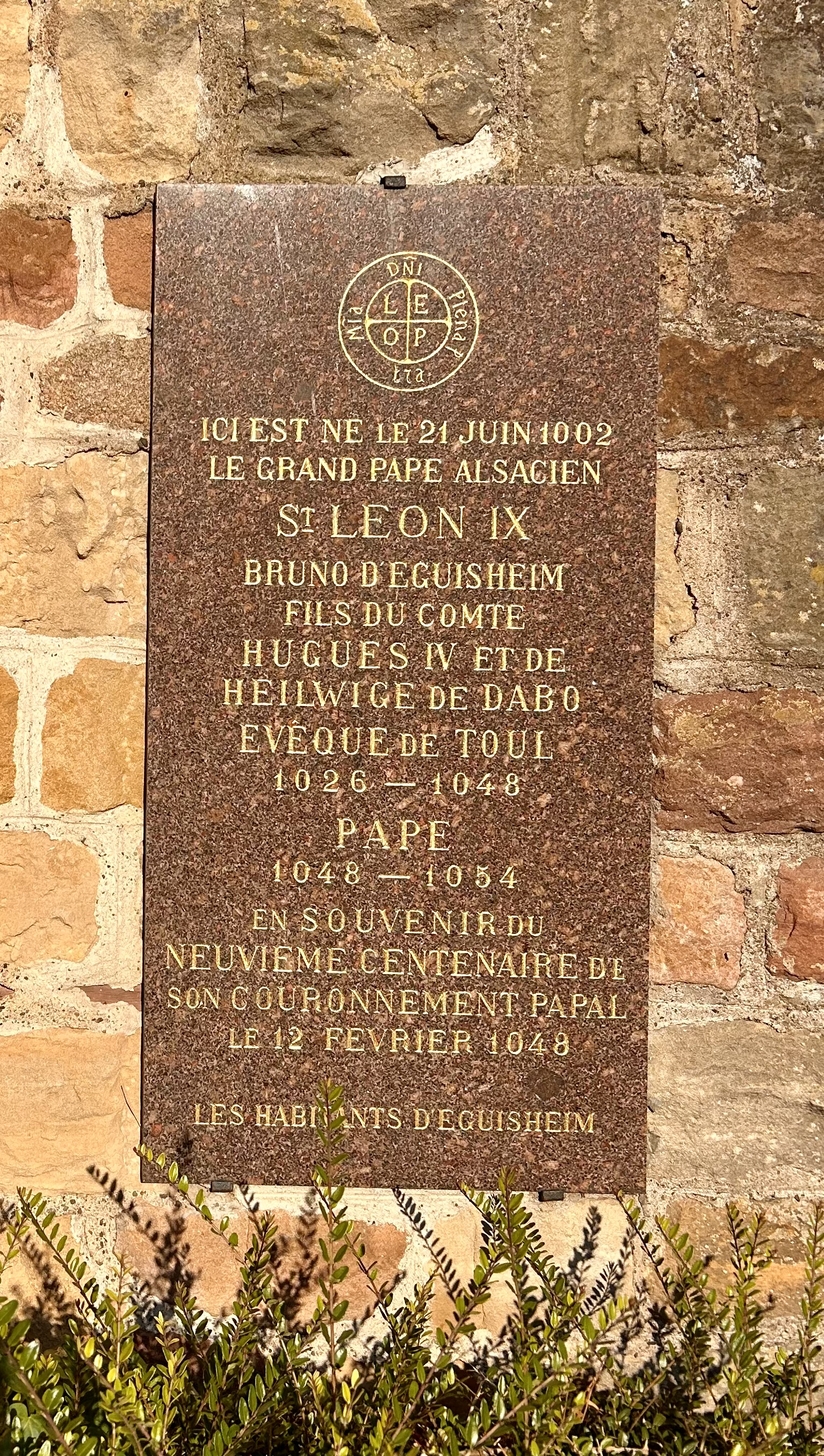
Tafel in Eguisheim

Leo IX. kam der Überlieferung nach in der mittleren der Drei Exen im Elsass, der Wahlenburg, zur Welt; es handelte sich aber wohl um einen älteren Vorgängerbau, der bereits vor der Errichtung der Wahlenburg wieder abgegangen war. Der spätere Papst war ein Sohn des oberelsässischen Grafen Hugo VI., Graf im Nordgau und von Egisheim, sowie dessen Frau Heilwig (Hedwig), die von der älteren Dagsburg in Lothringen stammte. Bruno war ein Vetter 2. Grades des salischen Kaisers Heinrich III.; sein Großvater väterlicherseits, Graf Hugo IV., war ein Bruder der Adelheid von Metz, Frau Heinrichs von Speyer und Großmutter des Kaisers.

### Priester und Bischof
Unter der Obhut des Bischofs Berthold von Toul genoss Bruno eine Ausbildung zum Priester und wurde danach in die Kanzlei des Kaisers Konrad II. berufen. 1026, im Alter von nur 24 Jahren, wurde er zum Bischof von Toul geweiht.

### Pontifikat

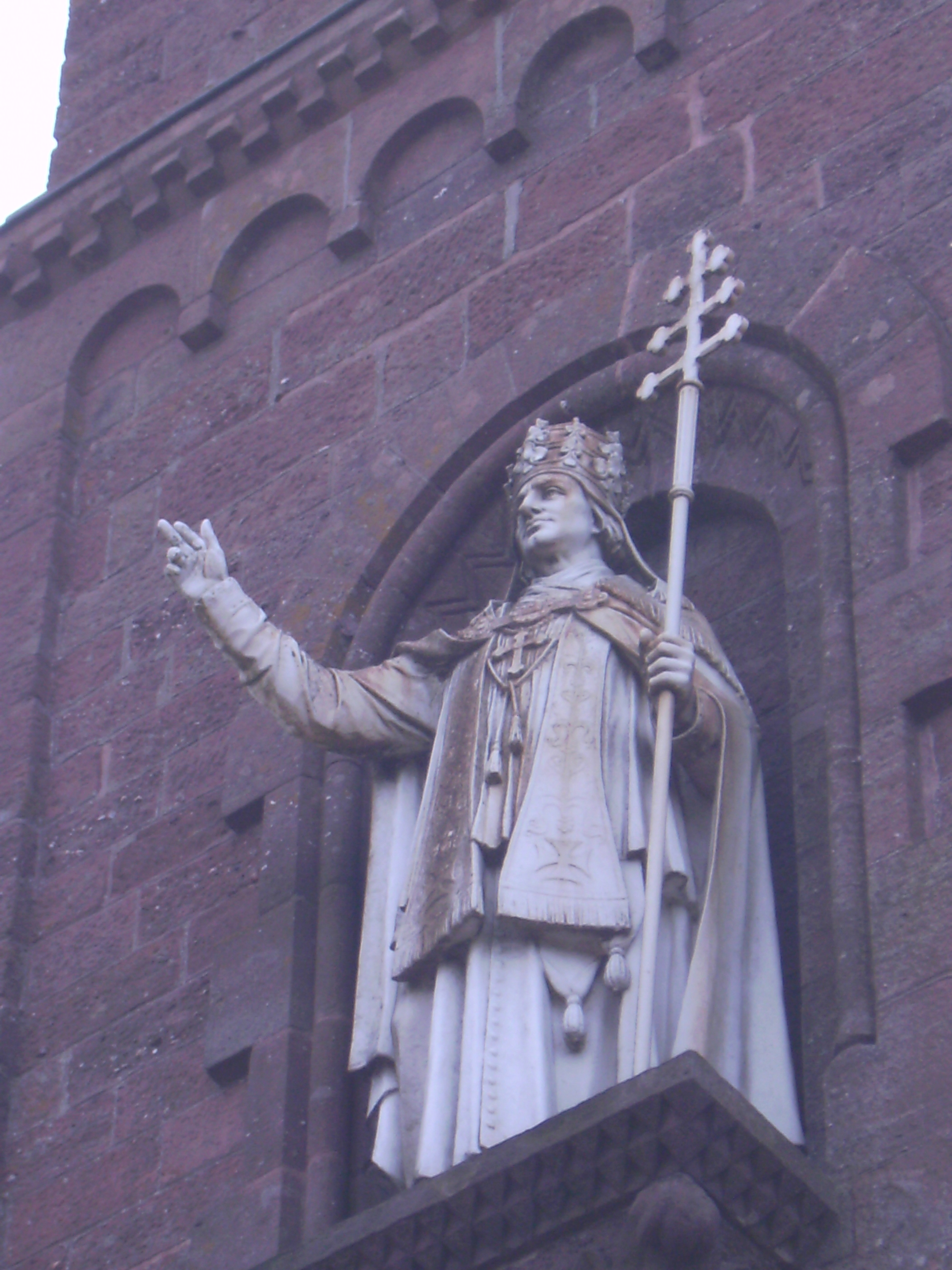
Papst Leo IX., Statue an der Außenwand des Kapellenturms auf „Le Rocher“ in Dabo

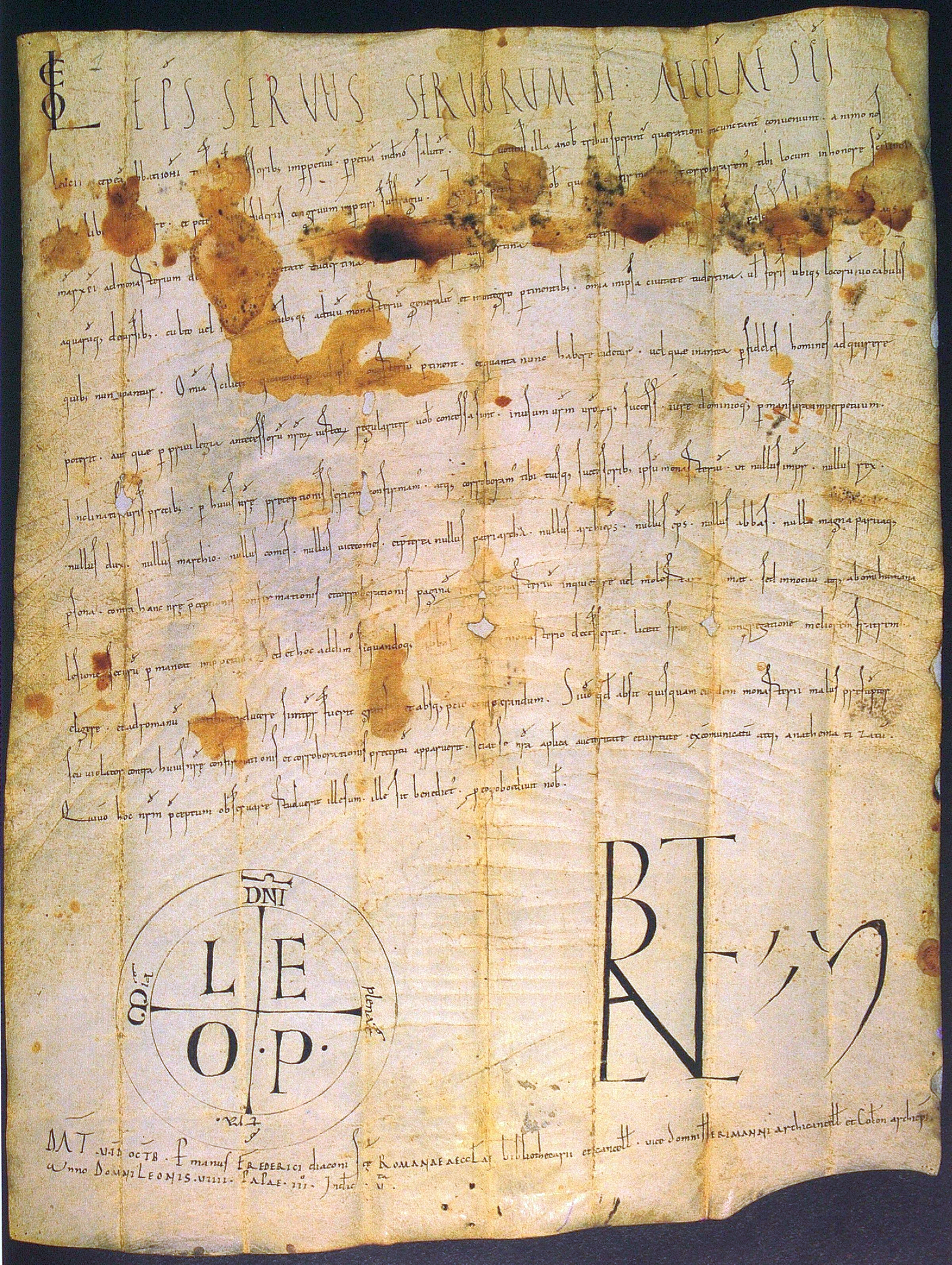
Eine Urkunde Papst Leos IX. vom 11. Oktober 1051. Città del Vaticano, Archivio Segreto Vaticano, Instrumenta Tudertina 1

Nach dem Tode des Papstes Damasus II. im Jahre 1048 war Bruno – laut seiner Vita gegen seinen Willen – der Wunschkandidat Kaiser Heinrichs III. für die Nachfolge im Pontifikat. Einer römischen Delegation gegenüber, die zur Regelung der Nachfolgefrage nach Norden gekommen war, designierte der Kaiser auf dem Reichstag zu Worms Anfang Dezember 1048 Bruno als seinen Kandidaten. Dieser machte die Annahme des Amtes davon abhängig, dass auch das Volk und der Klerus von Rom ihn legitimierten. Nachdem das im Februar 1049 durch Akklamation geschehen war, ließ er sich als Leo IX. zum Papst erheben.
Leo trat als Reformer in Erscheinung, der die von der damaligen Reformbewegung als Ämterkauf („Simonie“) begriffene Vergabepraxis kirchlicher Ämter bekämpfte, den Einfluss mächtiger Laien auf kirchliche Angelegenheiten zurückdrängen wollte und wohl auch gegen die von Reformbefürwortern als „Nikolaitismus“ bekämpfte Priesterehe vorging. Er reorganisierte die kirchlichen Verwaltungsstrukturen, und es gelang ihm, in der Kurie den Einfluss der italienischen Kleriker zu mindern, die damals unter dem Einfluss des stadtrömischen Adels zum überwiegenden Teil reformfeindlich eingestellt waren. Als Gegengewicht begann er, den bis dahin politisch wenig bedeutenden Kreis der römischen Kardinalbischöfe zu einem Stützpfeiler päpstlicher Politik umzuformen. Auch die bereits unter seinen Vorgängern rege Synodaltätigkeit intensivierte er weiter.
Durch Reisen über Italien hinaus, insbesondere in Reichsteile nördlich der Alpen, aber auch vereinzelt in angrenzende französische und ungarische Gebiete, war Leo in Regionen präsent, die bisher fernab vom unmittelbaren Einfluss Roms lagen. Dieses „Reisepapsttum“ ermöglichte es Leo in Analogie zur mobilen Herrschaftspraxis der römisch-deutschen Könige, seine Macht und die Position des Papsttums vor Ort zu festigen. Die Anwesenheit Leos bei Kirchweihen und Synoden, seine Predigten oder sein Zug durch die Lande selbst machten aus der fernen und eher abstrakten Figur des Papstes eine konkret erfahrbare und relevante Größe. Seine Vita schildert ihn als Mann des Volkes; einer Anekdote zufolge legte er auf einer seiner Reisen z. B. einen aussätzigen Bettler in sein eigenes Bett.
Auf dem 2. Konzil von Reims (1049) wurde dem römischen Pontifex unter anderem das exklusive Recht zugesprochen, sich als universalis ecclesiae primas et apostolicus (lateinisch Oberhaupt und Beauftragter der Gesamtkirche) bezeichnen zu dürfen, womit auch dem neu gewachsenen Selbstbewusstsein des lateinischen Westens gegenüber dem byzantinischen Osten Ausdruck verliehen wurde. Vor allem erneuerte das Reimser Konzil aber auch – wie die bereits vorangegangenen und noch folgenden Synoden – das Simonieverbot. Seither spielten die Kanzlei des Papstes und der Kurie eine sehr wichtige Rolle in der europäischen Rechtsgeschichte.
Nachdem ihm der Kaiser die bereits zugesagte Unterstützung wohl auf Betreiben Bischofs Gebhard von Eichstätt versagt hatte, verfolgte Leo Pläne, mit einem eigenen Heer und der Unterstützung Ostroms die Normannen aus Süditalien zu vertreiben. Diese waren einst von den lombardischen Fürstentümern zum Kampf gegen die Sarazenen nach Süditalien geholt worden. Mittlerweile waren sie aber selbst zu einer Bedrohung für die etablierten Mächte geworden, weshalb sich einige lombardische Städte bereits dem Schutz des Papstes unterstellt hatten.
Auf Veranlassung des byzantinischen Kaisers Konstantin IX. Monomachos (1042–1055), der an einem Bündnis gegen die Normannen interessiert war, kam es zwischen dem Patriarchen Michael Kerullarios und den römischen Kardinälen Humbert von Silva Candida und Friedrich von Lothringen zu Verhandlungen über die Wiederherstellung der kirchlichen Einheit. Das Abkommen scheiterte an der Unnachgiebigkeit der Verhandlungspartner in liturgischen und dogmatischen Punkten.
Daraufhin exkommunizierte Kardinallegat Humbert von Silva Candida im Namen Leos 1054 die Anhänger der Orthodoxen Kirche durch Niederlegung einer Bannbulle auf dem Altar der Hagia Sophia in Byzanz, was auf lange Sicht die Spaltung der christlichen Kirche bewirkte. Von der endgültigen Lossagung der Orthodoxen von der Römischen Kirche erfuhr Leo zu Lebzeiten allerdings nicht mehr, da er am 19. April 1054 in Rom starb. Wenige Monate zuvor – am 18. Juni 1053 – hatten seine Truppen noch eine schwere Niederlage gegen die Normannen in der Schlacht von Civitate (Apulien) hinnehmen müssen. Entgegen der älteren Literatur wird in der neueren Forschung allerdings nicht mehr von einer Gefangennahme des Papstes bei diesem Ereignis ausgegangen.

## Bedeutung

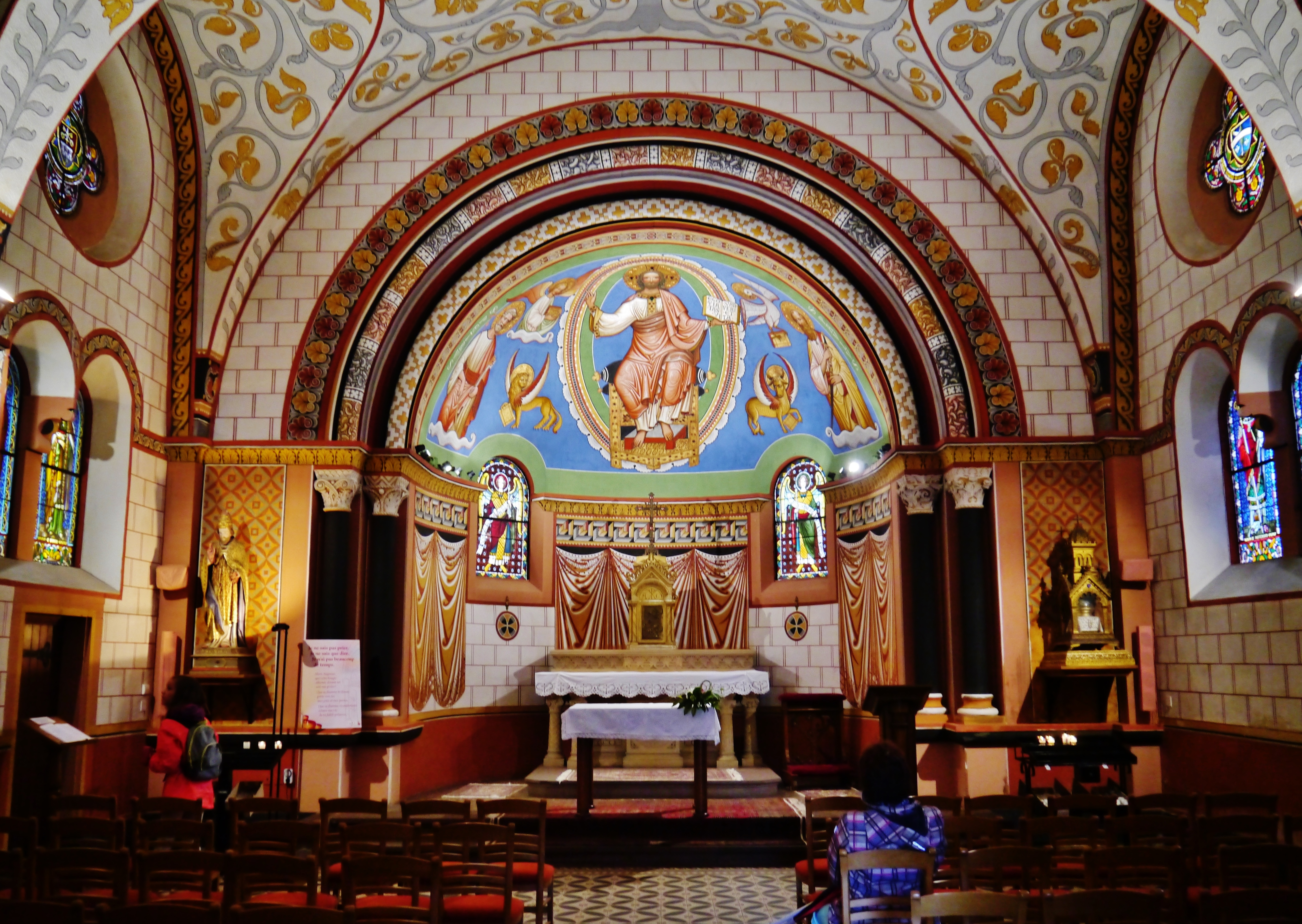
Leo-Kapelle in Eguisheim

Leo IX. wurde nach seiner Beisetzung in der Peterskirche in Rom sogleich als Heiliger verehrt. Er gilt als der bedeutendste der fünf aus der kaiserlichen Reichskirche hervorgegangenen „deutschen“ Päpste der Jahre 1046 bis 1058. Reliquien von ihm befinden sich unter anderen im Petersdom, in den elsässischen Gemeinden Eguisheim (Kapelle St. Leo IX.) und Bouxwiller sowie in der St.-Leo-Kapelle auf dem Dagsburgfelsen (Rocher de Dabo) in Lothringen.
Leo IX. ist Patron der Musiker und Organisten. Im Regionalkalender für das deutsche Sprachgebiet führt die katholische Kirche den 19. April als nichtgebotenen Gedenktag.